# Арена да Амазония
«Арена да Амазония» (порт. Arena da Amazônia) — футбольный стадион в городе Манаус, Бразилия. На стадионе прошло 4 матча чемпионата мира 2014 года.

## Предыстория
31 мая 2009 года стало известно, что часть матчей чемпионата мира по футболу 2014 года состоится в Манаусе. В связи с этим в городе было решено построить новый стадион на месте арены «Вивалдан». Проектирование нового стадиона было поручено немецкой компании «GMP Architekten».
При создании проекта «Амазонии» важную роль сыграл экологический фактор. Так, предусмотрен сбор дождевой воды для дальнейшего её использования на нужды стадиона, а энергообеспечение арены будет частично осуществляться за счёт солнечных батарей.

## Строительство
Строительство стадиона было начато 12 июля 2010 года. Бюджет строительства первоначально оценивался в 550 миллионов бразильских реалов, однако затем правительство штата Амазонас субсидировало ещё 54 миллиона.
В конце сентября 2013 года, когда готовность стадиона оценивалась на уровне 84 %, началась укладка газона на футбольном поле. Параллельно с этим производился монтаж ирригационной и вакуумной дренажной систем под руководством бразильских и испанских специалистов.
14 декабря 2013 года на строительстве стадиона погибло двое рабочих из-за несоблюдения строительных норм безопасности и тяжёлых условий труда.

## Использование

### Чемпионат мира 2014
На стадионе состоялось 4 матча группового этапа чемпионата мира по футболу 2014 года.
| Дата         | Время (UTC-04) | Команда #1 | Счет | Команда #2 | Раунд    | Зрителей |
| ------------ | -------------- | ---------- | ---- | ---------- | -------- | -------- |
| 14 июня 2014 | 18:00          | Англия     | 1:2  | Италия     | Группа D | 39,800   |
| 18 июня 2014 | 18:00          | Камерун    | 0:4  | Хорватия   | Группа A | 39,982   |
| 22 июня 2014 | 18:00          | США        | 2:2  | Португалия | Группа G | 40,123   |
| 25 июня 2014 | 16:00          | Гондурас   | 0:3  | Швейцария  | Группа E | 40,322   |

### После чемпионата мира
Стадион станет домашним для клубных команд Манауса «Насьонал», «Америка» и «Риу-Негру». Первый из этих клубов в 2013 году выступает в четвёртом дивизионе чемпионата Бразилии, два остальных и вовсе не играют в национальном первенстве, ограничившись чемпионатом штата Амазонас.
Арена будет использоваться также для проведения концертов и других культурных мероприятий.